# Pokoše
Pokoše este o localitate din comuna Slovenska Bistrica, Slovenia, cu o populație de 205 locuitori.